# Бакирівка (станція)
Баки́рівка — колишня проміжна залізнична станція, нині колійний пост та зупинний пункт Сумської дирекції Південної залізниці на двоколійній неелектрифікованій лінії Боромля — Кириківка між станціями Кириківка (9 км) та Тростянець-Смородине (13 км). Розташований в селі Кам'янка Охтирського району Сумської області.

## Пасажирське сполучення
На платформі Бакирівка зупиняються лише приміські поїзди.

## Галерея
|                                                            |                                     |                                  |
| Рейковий автобус PESA 620M-001 поблизу блокпосту Бакирівка | Чарівний захід сонця біля Бакирівки | Вечірній поїзд поблизу Бакирівки |